# Красная Заря (Красноярский край)
Кра́сная Заря́ — деревня в Большеулуйского района Красноярского края. Входит в состав Бычковского сельсовета.

## История
Основана в 1908 году. По данным на 1926 год хутор Грязново состоял из 24 хозяйств. В административном отношении входил в состав Виловского сельсовета Ачинского района Ачинского округа Сибирского края.
В 1976 году указом Президиума Верховного Совета РСФСР деревне Грязново присвоено наименование Красная Заря.

## Население
| 1926 | 1989 | 2002 | 2010 |
| ---- | ---- | ---- | ---- |
| 123  | ↗159 | ↘99  | ↘73  |

По данным переписи 1926 года в деревне проживало 123 человека (55 мужчин и 68 женщин), основное население — латыши.

## Улицы
В селе имеются две улицы: Зелёная и Молодёжная.